# 吹噓
吹噓、自吹自擂（英語：boasting、Bragging Rights）指的是說話時帶著一種過度的驕傲和自我滿足於自身的成就、財產和能力。換句話說，即為一個人藉由描述自身成就來使他人感到崇拜或羨慕。當一個人從描述自身成就這件事情中獲得滿足感或當一個人覺得這麼做能讓自己產生之於他人的優越感便可能出現吹噓，需要注意的是，所描述的自身成就不一定是真实发生过的内容或与本人关系不大。

## 文獻來源
1. ↑  . Oxford Dictionary.   [November 12, 2015]. （原始内容存档于2016-01-24）.
2. 1 2  Brown, Nina. . ABC-CLIO. 2006: 66. ISBN 9780313070402.